# Biosteres xanthippe
Biosteres xanthippe är en stekelart som först beskrevs av Fischer 1959.  Biosteres xanthippe ingår i släktet Biosteres och familjen bracksteklar. Arten är reproducerande i Sverige. Inga underarter finns listade.